# Daniel Rossi
Daniel Rossi da Silva (Rio Claro, 4 gennaio 1981) è un ex calciatore brasiliano, di ruolo centrocampista.

## Palmarès

### Club

#### Competizioni nazionali
- Campionato brasiliano: 1

San Paolo: 2006
- Coppa della Repubblica Ceca: 2

Sigma Olomouc: 2011-2012
Jablonec: 2012-2013

#### Competizioni statali
- Campionato Paulista: 1

San Paolo: 2005

#### Competizioni internazionali
- Coppa Intercontinentale: 1

San Paolo: 2005
- Coppa Libertadores: 1

San Paolo: 2005